# 14 Геркулеса c
14 Геркулеса c — экзопланета расположенная примерно в 59 световых годах по направлению созвездия Геркулес. Планета обращается вокруг звезды 14 Геркулеса, и обладает массой причисляющей её к классу газовых гигантов. Планета похожа на Юпитер, но куда более массивная. Она была открыта 17 ноября 2005 года, а её существование подтвердилось 2 ноября 2006 года. Согласно последним анализам, существование второй планеты в системе 14 Геркулеса — не подлежит сомнению. Обращается вокруг материнской звезды за 142,8 ± 2,8 года. Предполагается, что планета находится в 4:1 резонансе с внутренней планетой системы: 14 Геркулеса b.
С помощью инфракрасной камеры NIRCam космического телескопа James Webb удалось получить прямое изображение экзопланеты 14 Her c когда она находилась на расстоянии 15 а.е. от звезды 14 Геркулеса.